# 徳島県歯科医師会
一般社団法人徳島県歯科医師会（とくしまけんしかいしかい 英称 Tokushima Dental Association）は、徳島県の歯科医師を会員とする法人。

## 本部所在地
- 〒770-0003 徳島県徳島市北田宮1丁目8番65号（徳島県歯科医師会館）

## 郡市歯科医師会
- 徳島市歯科医師会
  - 〒770-0003 徳島市北田宮1丁目8番65号
- 鳴門市歯科医師会 〒772-0035 鳴門市大津町矢倉六ノ越70-2
- 阿南市那賀郡支部